# Eritrichium heterocarpum
Eritrichium heterocarpum är en strävbladig växtart som beskrevs av Yong Yung Shan Lian och J. Q. Wang. Eritrichium heterocarpum ingår i släktet Eritrichium och familjen strävbladiga växter. Inga underarter finns listade i Catalogue of Life.